# Duccio Tessari
Duccio Tessari (Genua, 11 oktober 1926 – Rome, 6 september 1994) was een Italiaans acteur, regisseur en scenarioschrijver.

## Levensloop en carrière
Tessari werd geboren als Amadeo Tessari. Hij deed ervaring op als regieassistent op de set van Gli ultimi giorni di Pompei (1960), een sandalenfilm waarvan Sergio Leone coregisseur was. Hij begon zijn carrière als volwaardig cineast in 1962. Met zijn eerste film, de sandalenfilm Arrivano i titani, lanceerde hij de carrière van Giuliano Gemma. Met Gemma werkte hij in de jaren zestig nog vijf keer samen, onder meer in twee van zijn bekendste films: Una pistola per Ringo en Il ritorno di Ringo, twee spaghettiwesterns uit 1965.
In de eerste helft van de jaren zeventig maakte hij twee films met Alain Delon. In de dramatische thriller Tony Arzenta (Big Guns) uit 1973 speelde Delon een huurmoordenaar die wil stoppen. In de avonturenfilm Zorro (1975) nam Delon de titelrol voor zijn rekening.

In de in Centraal-Afrika gesitueerde komische avonturenfilm Safari Express (1976) castte Tessari Gemma tegenover Ursula Andress. Het duo Tessari-Gemma draaide met de western Tex e il signore degli abissi hun laatste film in 1985. Na het beëindigen van deze film werkte Tessari nog hoofdzakelijk voor de televisie.
Lorella De Luca, die later Tessari's echtgenote werd, speelde mee in negen van zijn films.
Tessari overleed in 1994 op 67-jarige leeftijd aan de gevolgen van een tumor. Hij liet naast zijn vrouw ook een dochter achter, de actrice Fiorenza Tessari (1968).

## Beknopte filmografie
- 1962: Arrivano i titani
- 1965: A Pistol for Ringo
- 1965: The Return of Ringo
- 1971: The Bloodstained Butterfly
- 1973: Tony Arzenta (Big Guns)
- 1975: Zorro
- 1976: Safari Express
- 1985: Tex e il signore degli abissi

- Biblioteca Nacional de España: XX913775
- Bibliothèque nationale de France: cb139003646 (data)
- CiNii: DA13955527
- Gemeinsame Normdatei: 138105456
- International Standard Name Identifier: 0000 0000 8149 0718
- Library of Congress Control Number: n92065218
- Nationale Bibliotheek van Tsjechië: xx0188437
- Nationale Bibliotheek van Israël: 987007437306905171
- Istituto Centrale per il Catalogo Unico: UBOV480853
- SNAC: w6gz8hnk
- Système universitaire de documentation: 060166126
- Virtual International Authority File: 69116984
- WorldCat: E39PBJdRtRXDtJxX3hcgrFdPcP